# Баєнко Віктор Іванович
Віктор Іванович Бає́нко (8 грудня 1936, Густий Гай — 11 червня 2004, Дніпропетровськ) — український театральний актор, режисер. Народний артист Української РСР з 1987 року.

## Біографія
Народився 8 грудня 1936 року в селі Густому Гаю (нині у складі села Созонівки Кропивницького району Кіровоградської області, Україна). 1958 року закінчив акторський факультет Київського інституту театрального мистецтва; учень Михайла Верхацького.
Упродовж 1958—1960 роів працював в Одеському музично-драматичному театрі імені Жовтневої революції; у 1960—1961 роках — у Кримському драматичномуй театрі імені Максима Горького у Сімферополі; у 1962—1972 роках — у Дніпропетровському музично-драматичному театрі імені Тараса Шевченка та з 1972 року — у Дніпропетровському драматичному театрі імені Максима Горького.
1975 року закінчив режисерський факультет Київського інституту театрального мистецтва. Був учнем Василя Харченка. Ставив у Дніпропетровські області численні концерти, свята, спортні турніри. Помер у Дніпропетровську 11 червня 2004 року.

## Ролі
театральні ролі
- Іван («Дай серцю волю, заведе в неволю» Марка Кропивницького);
- Мирон («Зачарований вітряк» за Михайлом Стельмахом);
- Алеко («Цигани» Олександра Пушкіна);
- Нерон («Театр часів Нерона і Сенеки» Едварда Радзинського);
- Андрій («Характери» за Василем Шукшиним);
- Корнеліус Мелоді («Пристрасті за майором» Юджина О'Ніла);
- Утєшитєльний («Гравці» Миколи Гоголя);

у телевиставах
- Мартіан, Юда («Адвокат Мартіан», «На полі крові» Лесі Українки).

Зіграв роль Лознюка у художньому фільмі «На Київському напрямку», знятому у 1968 році на Кіностудії імені Олександра Довженка.